# Mbaye Diop
Mbaye Diop (sinh ngày 24 tháng 7 năm 1984) là một cầu thủ bóng đá người Sénégal hiện tại thi đấu cho đội bóng Bồ Đào Nha Camacha.